# Charles Metouck
 (août 2021).
Charles Metouck est un ancien grand patron camerounais.

## Biographie

### Carrière
Il a été dirigeant de la Sonara,,,,,,,,.